# 오시누프돌니
오시누프돌니(폴란드어: Osinów Dolny, 독일어: Niederwutzen 니더부첸[*])은 폴란드 서포모제주 그리피노군 체디니아에 있는 폴란드 최서단 마을이다. 독일 연방국도 158호선을 통해서 독일 호엔부첸 및 바트 프라이엔발데와 연결되며, 폴란드 쪽으로는 호이나 및 코스트신나트오드롱 방면으로 국도가 연결된다. 오데르강 우안 노이마르크 지역에 있으며, 호이나에서 남서쪽으로 20 km, 코스트신나트오드롱에서 북서쪽으로 45 km 떨어져 있다. 오데르강이 방향을 전환하는 지점에 위치해 있다.

## 역사

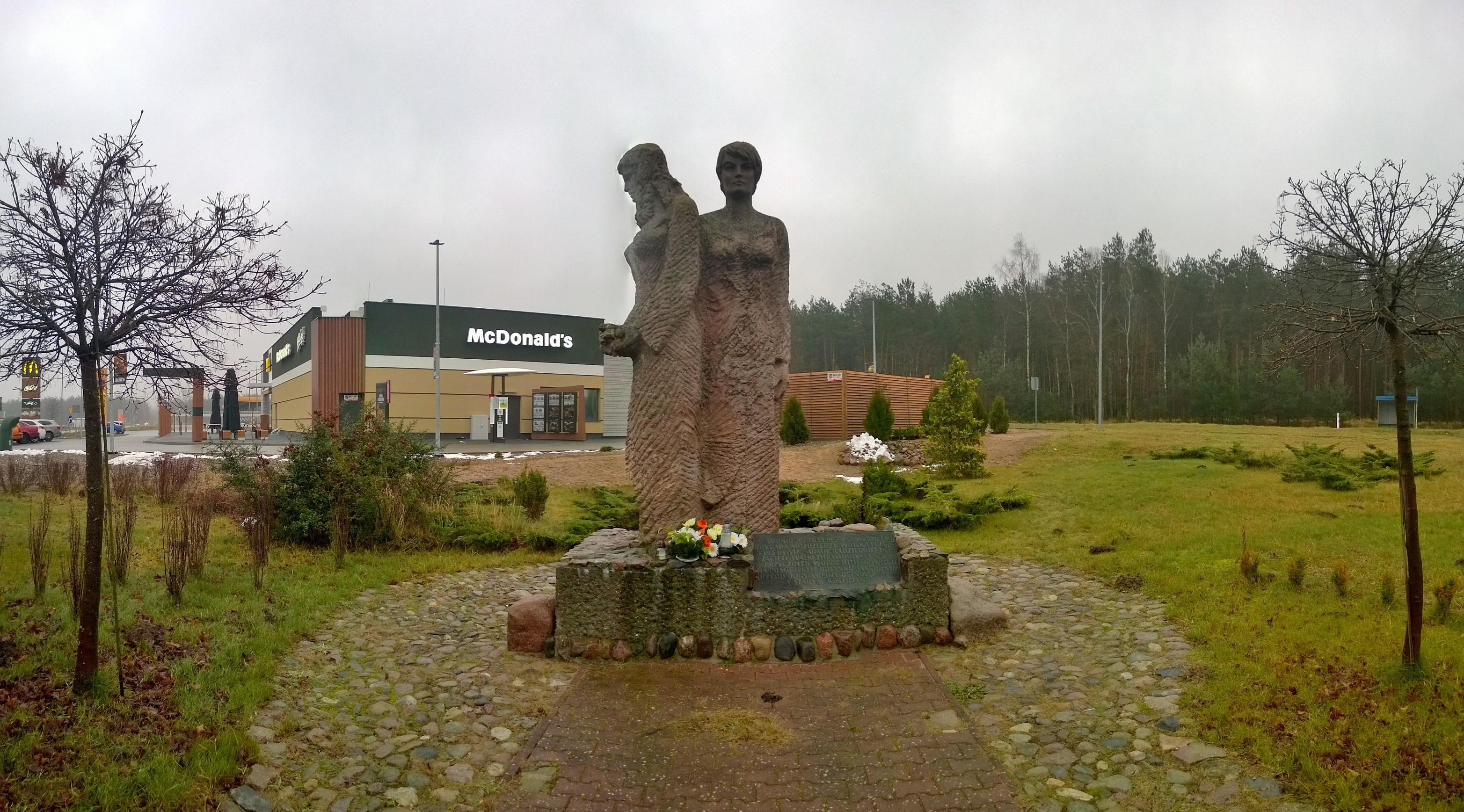
폴란드 제1독립박격포여단 기념비

967년경 피아스트 왕조 하에서 폴란드의 일부가 되었다. 폴란드가 분할되면서 비엘코폴스카 공국의 일부가 되었다가 이후 브란덴부르크 변경백국, 보헤미아 왕관령, 프로이센 왕국을 거쳐서 1871년부터 1945년까지는 독일령이었다. 독일령이었을 시기에는 브란덴부르크주에 속해 있었다. 1804년 당시 인구는 162명이었으며, 인구 대부분은 어업이나 농업에 종사했다. 근처에 있는 오버부초(Ober-Wutzow) 내지 호엔부초(Hohen-Wutzow)와 대립되는 명칭으로 니더부초(Nieder-Wutzow)라는 명칭으로 불린 적이 있었다.
1936년부터 1939년까지 제지공장이 건설되었다. 제2차 세계 대전의 후반부에 붉은 군대에 의해서 점령되었고, 전쟁 이후에는 오데르-나이세선의 동쪽에 속하면서 폴란드령이 되었으며, 독일어 이름이었던 니더부첸이 폴란드어 이름인 오시누프 돌니로 개칭되었다. 공산주의 폴란드 시기에 오시누프 돌니에서 전투를 치른 폴란드 제1독립박격포여단의 기념비가 설치되었다.
붉은 군대에 의해서 제지공장의 설비가 철거된 후에는 그 흔적만 남아 있었다. 1993년에 독일-폴란드 국경이 개방된 후 그 해에만 360만 명이 국경을 건넜다. 국경 개방 이후에는 독일을 대상으로 한 국경 무역이 주 수입원이다. 1993년에 독일-폴란드 국경이 개방된 후 폴란드의 저렴한 물가를 이용하는 독일인들이 모여들기 시작했다. 과거 제지공장 자리에는 독일-폴란드 국경에서 최대 규모의 국경무역 시장이 들어섰다. 마을 인구 절반 이상이 미용사이며, 독일보다 더 저렴한 가격으로 미용 서비스를 제공한다. 독일과 폴란드의 유가 차이로 인한 주유 관광도 주 수입원이다. COVID-19 범유행의 최고조 시기에는 베를린과 브란덴부르크주의 COVID-19 격리 규정 차이로 인하여 폴란드에서 독일로 귀국할 때 문제가 발생한 적도 있었다.

## 인구
| 연도 | 인구 | 주석                                                                       |
| ---- | ---- | -------------------------------------------------------------------------- |
| 1804 | 162  | 28가구                                                                     |
| 1840 | 256  | 31가구                                                                     |
| 1864 | 388  | 마을 352명, 브뤼크크루크(Brückkrug) 17명, 요하네스뮐레(Johannesmühle) 19명 |
| 1867 | 384  | 12월 3일 기준                                                              |
| 1871 | 413  | 12월 1일 기준, 종교: 가톨릭 1명, 개신교 412명                              |
| 1910 | 512  | 12월 1일 기준                                                              |
| 1933 | 505  | [ 14 ]                                                                     |
| 1939 | 672  | [ 14 ]                                                                     |